# 杜群
杜群，五胡十六国時代前燕人物，平原郡人。
杜群与同郡宋该、劉翔先后在西晋大司馬王浚、鮮卑段部属下为官。見主君气量不足，于是率流民投奔鮮卑慕容部大人慕容廆。
334年十一月，鮮卑慕容部大人慕容皝击败作乱的同母弟慕容仁，夺回遼東。任命杜群为遼東相，安定遺民的民心。
337年九月，慕容皝建立前燕政权，任命杜群为納言令。